# 蒙特利尔唐人街
蒙特利尔唐人街（法語：Le quartier chinois de Montréal）是加拿大魁北克省蒙特利尔的一片华人聚居地方，主要位于德拉高谢蒂埃大街及附近区域。有如其它唐人街，蒙特利尔唐人街有许多亚洲餐馆、亚洲食品超市及其它主要为亚裔服务的机构。

## 历史

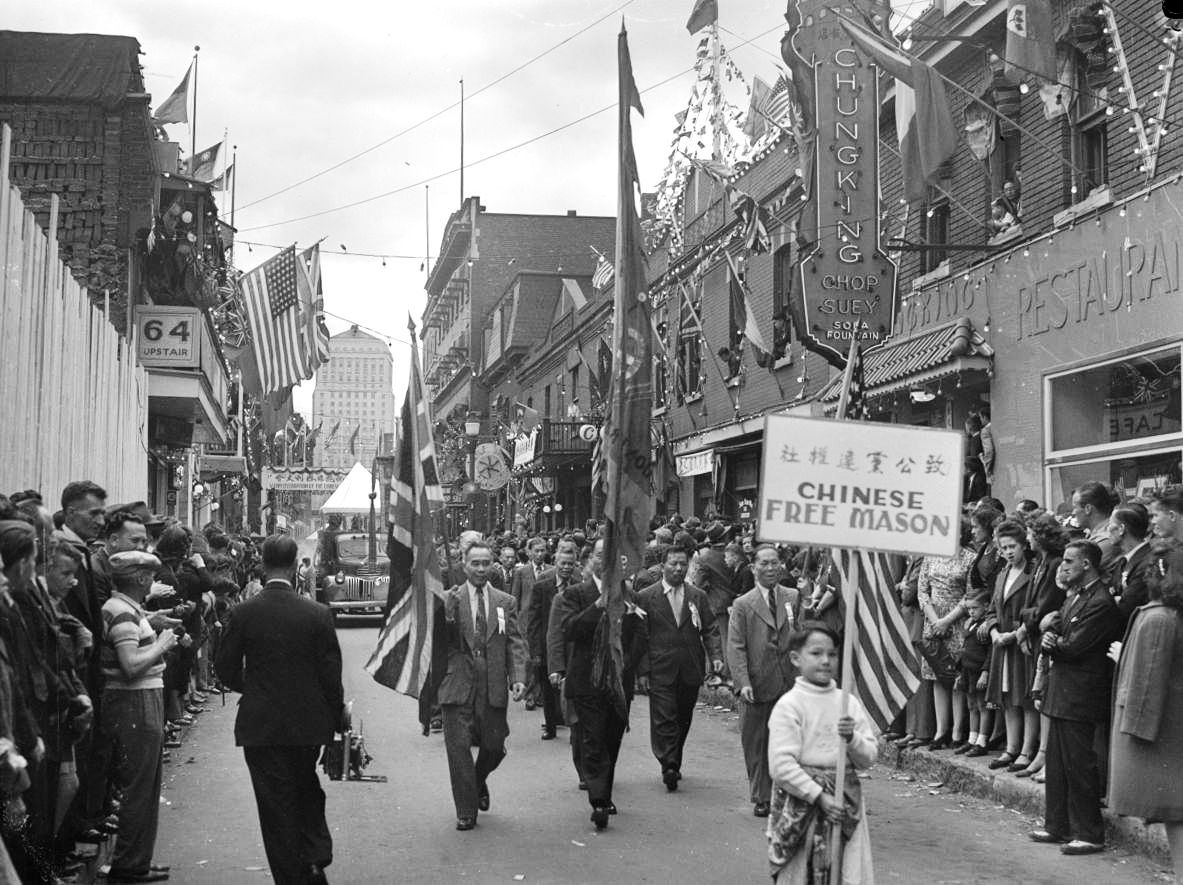
1945年，在德拉高谢蒂埃大街的维多利亚日游行，背景为贝尔大楼

这片区域曾是犹太人社区。1890年到1920年，数千名讲意第绪语的犹太人曾居住在这里。
最先居住于这片区域的华人为陈、谭、李和黄（或王）姓宗族。这些人主要来自广东台山市，为修筑加拿大太平洋铁路而定居该国。后来香港人和越南华人难民也在这片地区定居。1970年代以来，蒙特利尔唐人街经历了许多次因城市发展带来的变迁，如今唐人街的范围已大大缩小。

## 特点
蒙特利尔唐人街的主要范围为德拉高谢蒂埃大街、周边的圣厄本大街和圣洛朗大街以及介于利维斯克大街和军事广场站之间的部分。德拉高谢蒂埃大街为步行街，夏天的周末能吸引许多居民到此散步。1970年代，蒙特利尔唐人街曾远及珍妮曼斯街。

## 其它华人聚居区
在过去的15年，许多华人定居在康考迪亚大学附近的圣嘉琳街，这些居民主要为中国大陆和其它东亚国家的留学生。根据2006年人口统计，这片区域22.9％的居民有华人血统。